# Parque de San Isidro
El parque de San Isidro, también conocido popularmente como la Pradera de San Isidro, es una amplia zona verde de la ciudad de Madrid, situado en el barrio de San Isidro del distrito Carabanchel. 
La histórica Pradera, pintada por Francisco de Goya en 1788, fue constituida y catalogada como parque en 1970 por el ayuntamiento de la Villa. Tras su ampliación en 2006, alcanzó los 355 420 metros cuadrados, que incluyen el recinto ferial para la Feria de San Isidro, que se celebra cada 15 de mayo, con motivo de la festividad del patrón de la capital de España.

## Historia

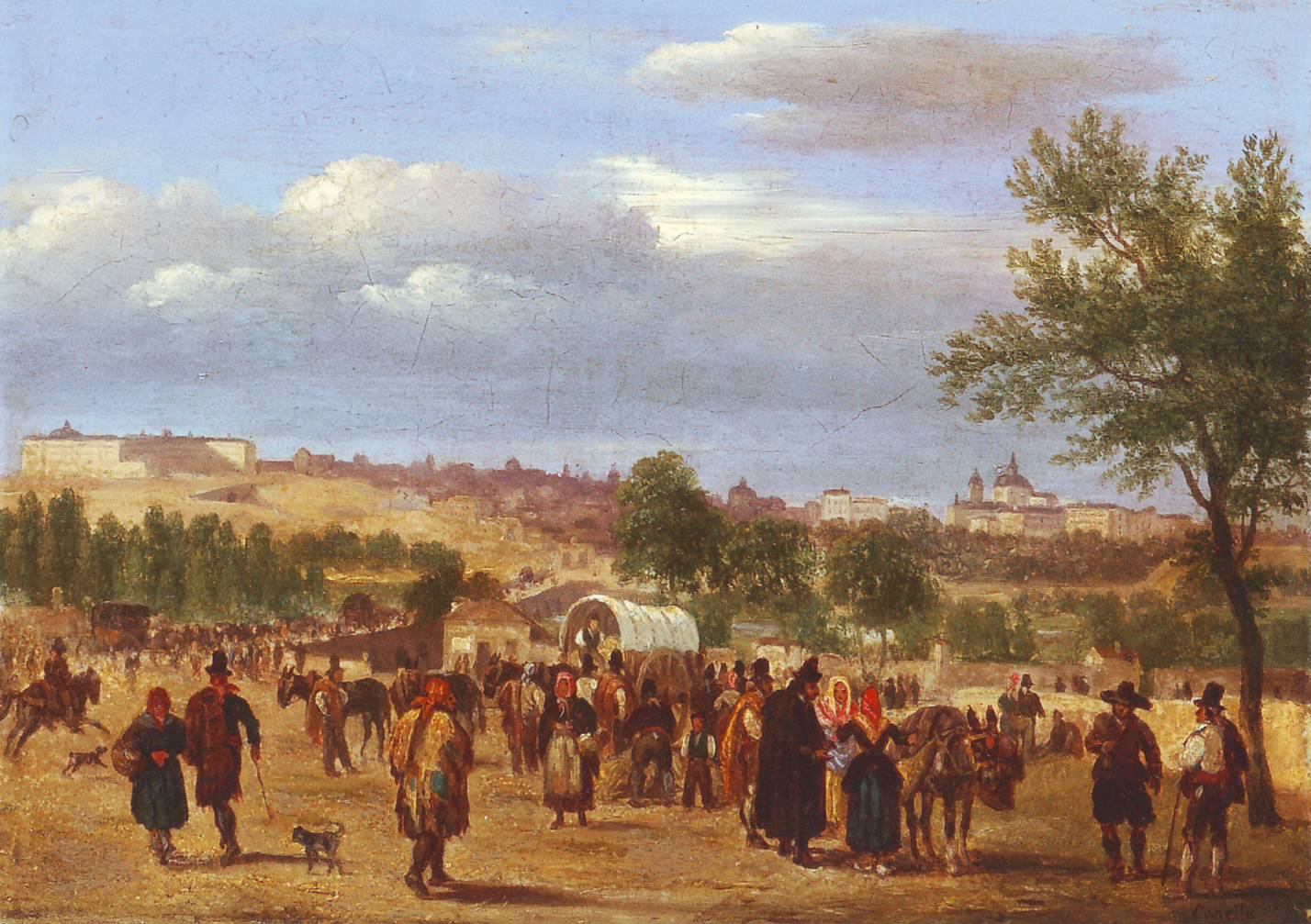
Pintura de Giuseppe Canella, que representa una vista de la Pradera de San Isidro en 1823, durante las fiestas y romería tradicionales. Al fondo, tras la línea de las arboledas del río Manzanares, se distinguen el Palacio Real -a la izquierda de la imagen- y las cúpulas de la Iglesia de San Francisco el Grande. El áspero costumbrismo del cuadro contrasta con la versión goyesca, donde innumerables figuras reunidas muestran la idea querida por la realeza ilustrada —destinataria, al fin, del cuadro— de mezcla armoniosa de las diferentes clases y estamentos sociales. En ambas pinturas aparecen majos, ferientes, vendedores y todo tipo de paseantes y vehículos: desde cabriolés y calesas hasta berlinas, carrozas y tartanas, para el desplazamiento de las gentes más humildes. Las indumentarias van desde las casacas a la moda francesa de los personajes del primer plano hasta las lanas y telas más burdas de las clases bajas.

Ricardo Sepúveda describió así la verbena y romería de Isidro Labrador en su libro Madrid Viejo, publicado en 1888.

[...] Al amanecer empieza el movimiento de los romeros contemporáneos. No es ya la tradición religiosa, o la devoción al glorioso San Isidro, la que conduce a la mayor parte: es el deseo de divertirse y cometer toda clase de locuras, casi en las barbas del santo. Una nube de carruajes de todos los tiempos y procedencias, desde el calesín carcomido hasta la diligencia (solo falta el tranvía que acaso le veamos algún año), se lanzan a todo escape, desde la Puerta del Sol, cuesta abajo por la de la Vega, o se desbocan desde la plaza de la Cebada y sus contornos, por la Fábrica del Gas, hasta la puente Toledana y ermita de San Isidro, [...] Una vez en la pradera es verdaderamente magnífico el espectáculo que allí se ofrece, sin contar el de las innumerables tiendas de vinos o binos, que todo se lee en el tránsito. [...] mucho Tío Vivo, y algún tío muerto en riña, como suele suceder...

## Situación y usos

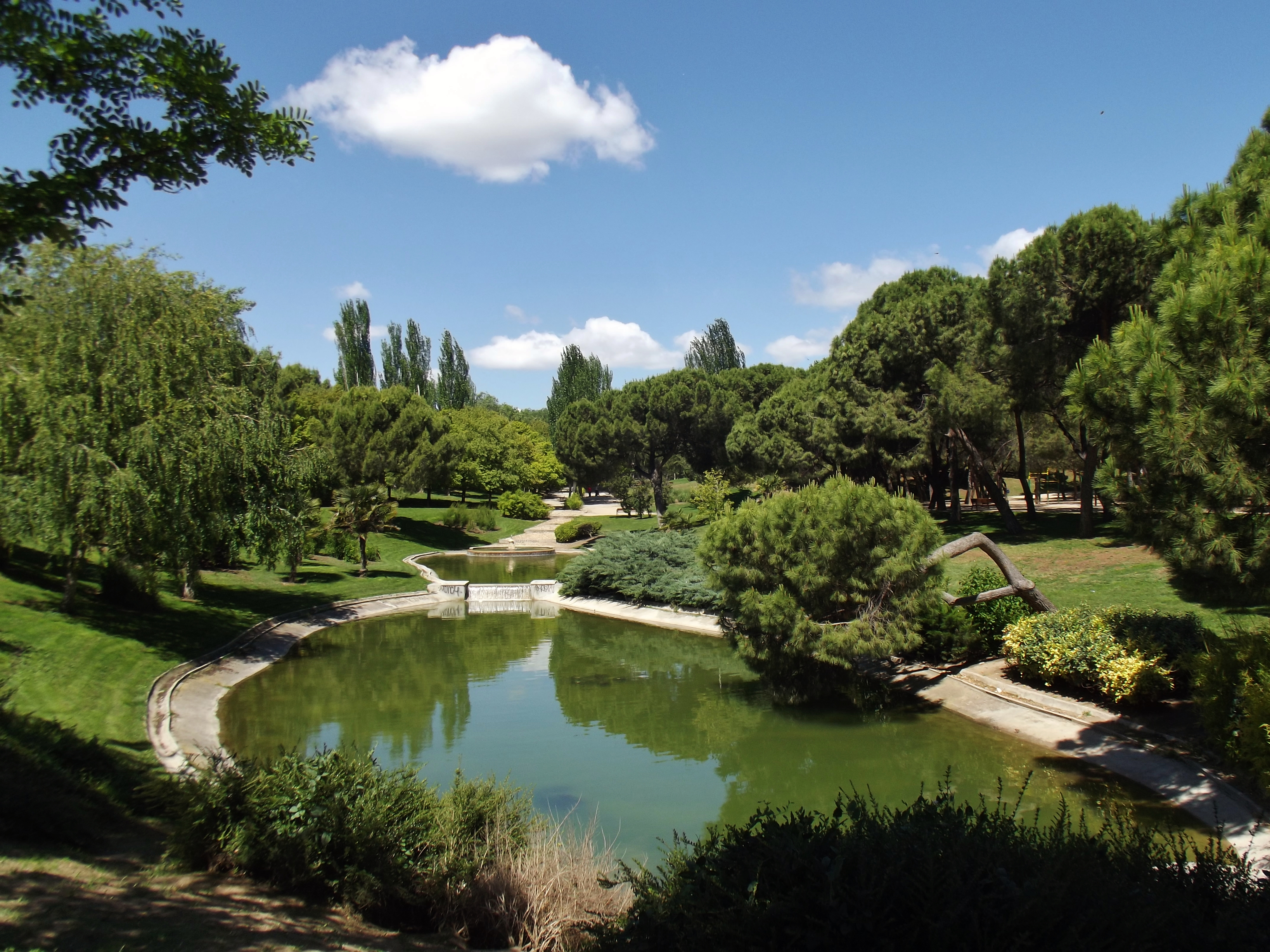
Uno de los estanques del parque.

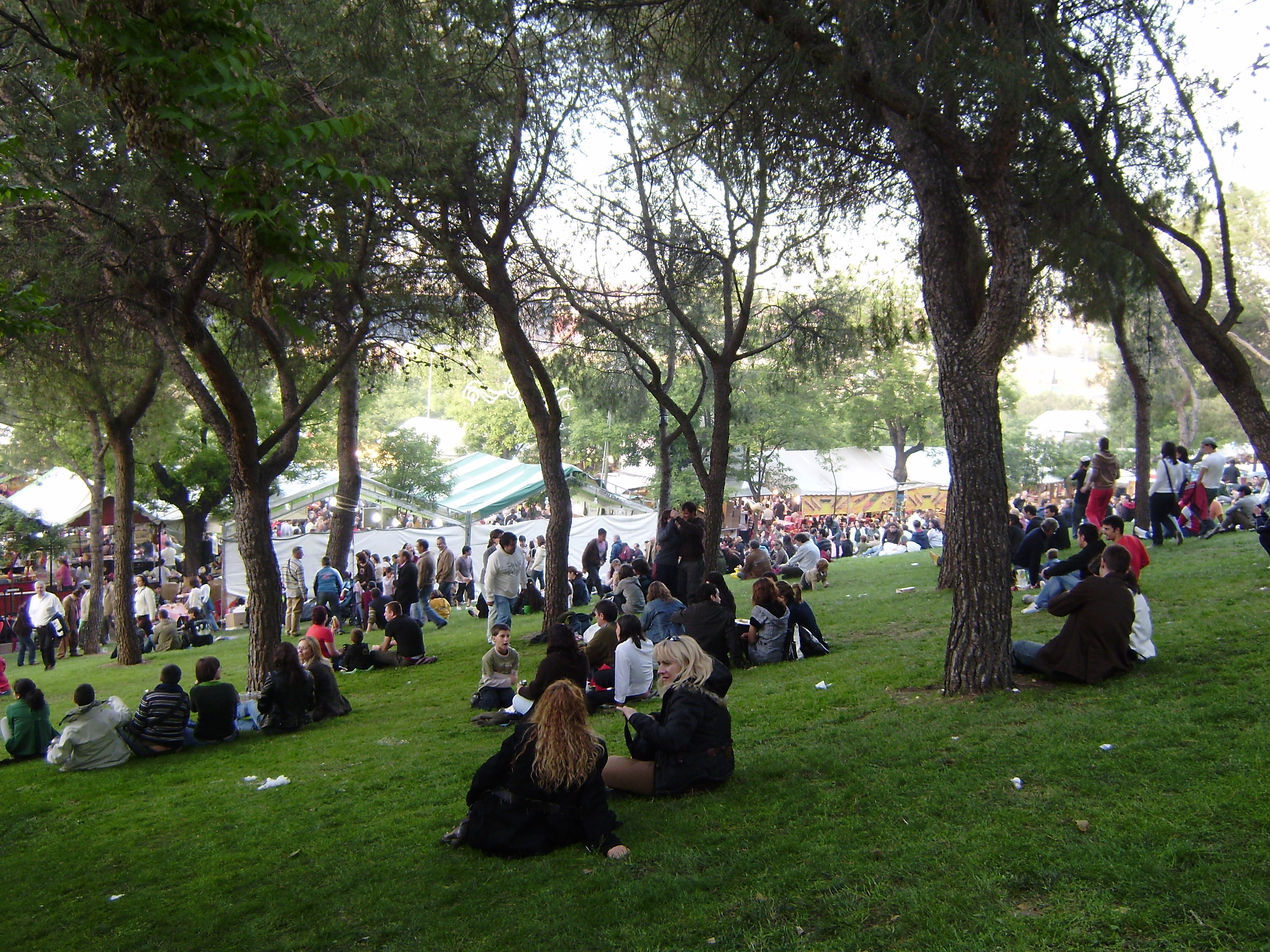
El parque durante la tradicional romería de San Isidro.

Calificado en el callejero de Madrid con el número 74 del Paseo de la Ermita del Santo, fue constituido como parque en 1970. El parque desciende desde la Vía Carpetana hasta el Paseo del Quince de Mayo, junto al margen oeste del río Manzanares, y entre el Paseo de la Ermita del Santo y la calle Carlos Dabán.
Concebido como gran espacio verde para Madrid y reserva para el esparcimiento popular durante las fiestas de San Isidro, el parque ha ido ‘evolucionando’ hacia el uso deportivo. Además de amplios paseos, varias fuentes ornamentales, arboledas y praderas, dispone de un carril bici y cuenta asimismo con un anacrónico Jardín de Palmeras.
En su perímetro hay también un tanatorio e infraestructura para conciertos al aire libre.